# Energie-Versorgung Schwaben
Die ehemalige Energie-Versorgung Schwaben AG (EVS) mit Hauptsitz in Stuttgart ist eines der Ursprungsunternehmen der heutigen Energie Baden-Württemberg (EnBW).

## Geschichte

Blankette eines Zwischenscheines der EVS AG

EVS entstand als Energieversorgungsunternehmen am 1. April 1939 durch den Zusammenschluss des Zweckverbands Oberschwäbische Elektrizitätswerke (OEW), des Ueberlandwerks Aistaig, der Elektrizitätswerke Enzberg-Mühlhausen, des Ueberlandwerks Hohenlohe-Oehringen, des Ueberlandwerks Ingelfingen-Hohebach, des Elektrizitätswerks Kocherstetten, des Elektrizitätswerks Teinach, des Ueberlandwerks Tuttlingen und der Elektrizitäts-Versorgung Württemberg AG (EVW), die ihrerseits aus dem Zusammenschluss von Württembergische Landeselektrizitäts AG (WLAG) (gegründet 12. Oktober 1918) und Württembergischer Sammelschienen AG (WÜSAG) (gegründet 25. Juli 1923) vom 14. Dezember 1934 hervorgegangen war.
Das Unternehmen selbst sah damals die Gründung nicht als Neugründung an, wie es die damaligen Machthaber beabsichtigt hatten, als sie eine Namensänderung in Energie-Versorgung Schwaben forderten. So wurde der erste Geschäftsbericht als Bericht über das 18. Geschäftsjahr bezeichnet, was den Ursprung in der Umwandlung der WLAG in eine Aktiengesellschaft sieht. Auch in weiteren früheren Darstellungen der EVS wurde auf das Gründungsjahr 1918 verweisen.
Mit Wirkung 1. Januar 1997 fusionierte die EVS mit der Badenwerk AG zur Energie Baden-Württemberg AG (EnBW), Unternehmenssitz wurde Karlsruhe. Die OEW brachten ihre sämtlichen Anlagen, das Personal sowie Bezugs- und Lieferverträge in die neue Gesellschaft ein und erhielt dafür den entsprechenden Gegenwert in Aktien des neuen Unternehmens EVS, was den Grundstock für die heutige 45,01-prozentige Beteiligung an der EnBW darstellt.
Das Unternehmen lieferte zuletzt für 3,5 Mio. Menschen im württembergischen Teil Elektrizität, im östlichen Teil von Baden-Württemberg auch Fernwärme und Gas. Für das Versorgungsgebiet von 12.500 km² benötigte die EVS jährlich rund 23.000 GWh elektrischer Energie, von denen das Unternehmen 90 % selbst produzierte, der Rest wurde aus dem Umland bzw. Ausland bezogen.

## Technische Besonderheit

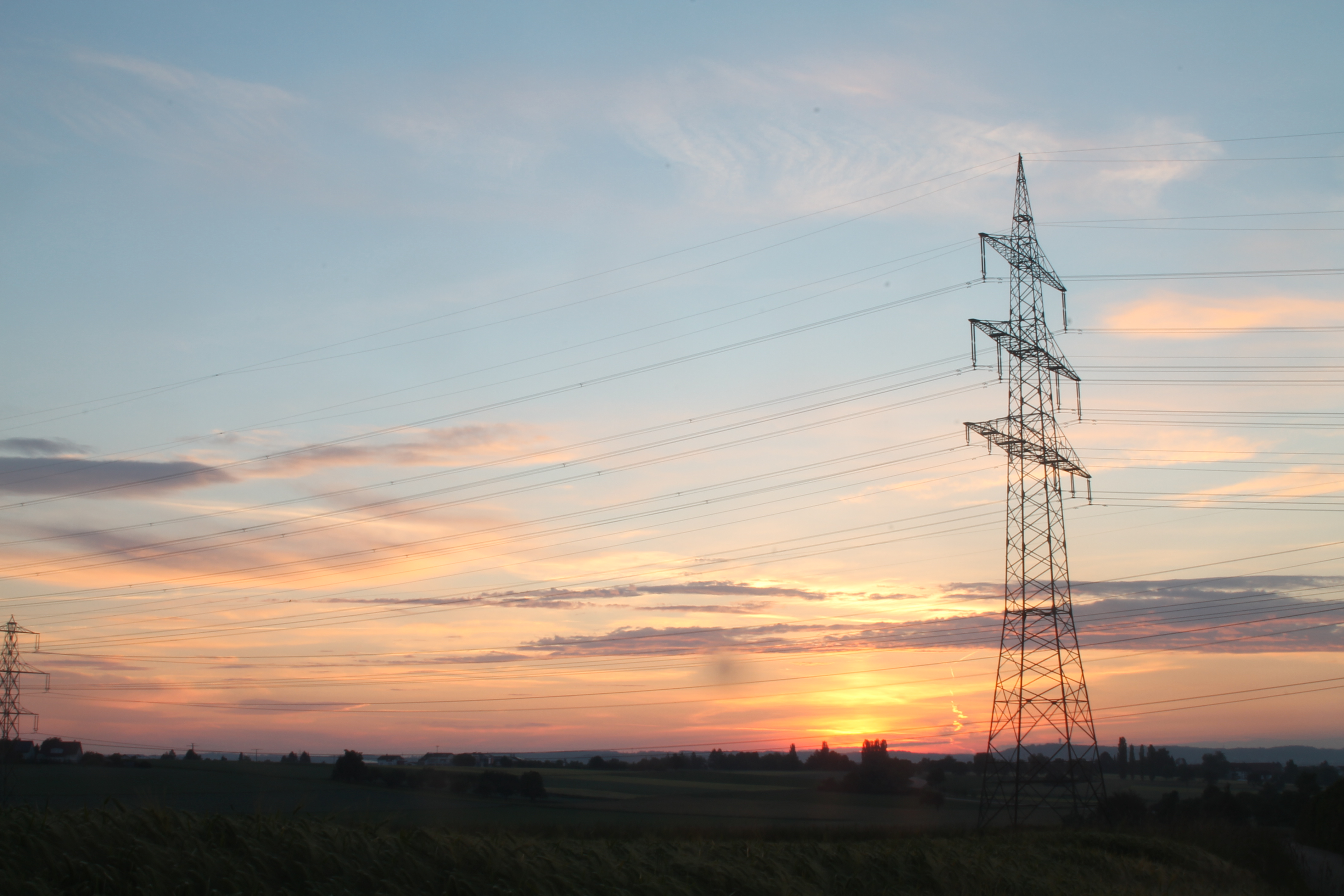
Mast der 380-kV- bzw. 110-kV-Freileitung Pulverdingen–Oberjettingen der EnBW AG mit zwei girlandenförmigen Luftkabeln (an der Spitze) und einem freitragenden Luftkabel (in Höhe der zweiten Traverse)

Eine Besonderheit der EVS war, dass entlang zahlreicher von diesem Unternehmen betriebener Leitungen girlandenförmig am Erd- oder an einem Hilfsseil aufgehängte Luftkabel für die Nachrichtenübertragung installiert wurden. Einige dieser Kabel wurden nach 1989 durch freitragende Luftkabel ersetzt, doch sind auch heute noch entlang vieler dieser Leitungen die girlandenförmigen Luftkabel vorhanden.

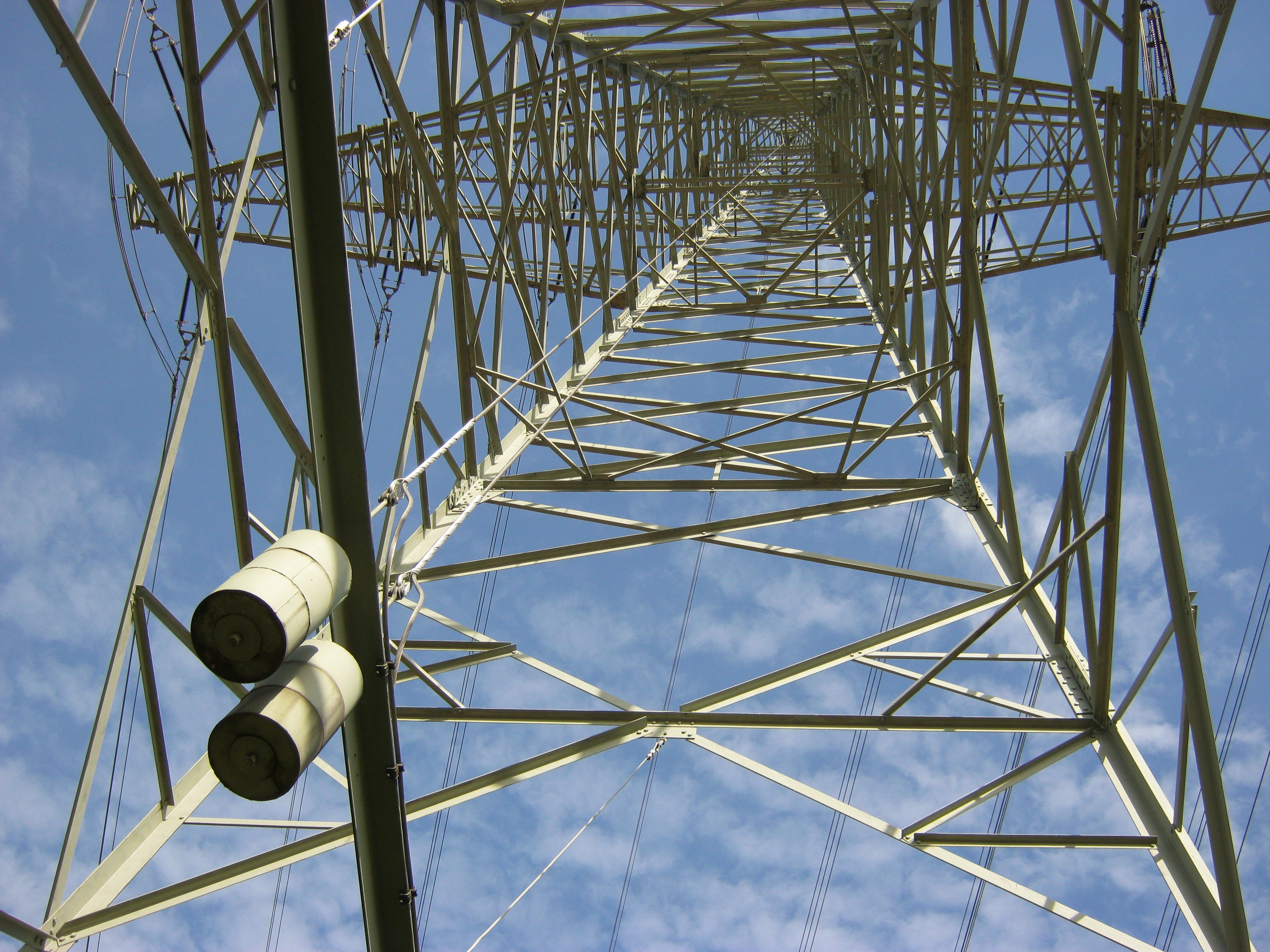
Luftkabelniederführung in einem Abspannmast der 380-kV-Leitung Philippsburg–Pulverdingen

Charakteristisch sind auch die mit Gewichten abgespannten Luftkabelniederführungen in der Mitte von Abspannmasten, wo Luftkabel zusammengefügt sind oder wo Verteiler- oder Verstärkerstationen stehen.